# 索米爾城堡
索米爾城堡（法語：Château de Saumur) 是位於法國索米爾的一座中世紀時期的法式城堡。城堡最早修建於10世紀時期。

## 外部連結
- Visiting information （页面存档备份，存于） (French)

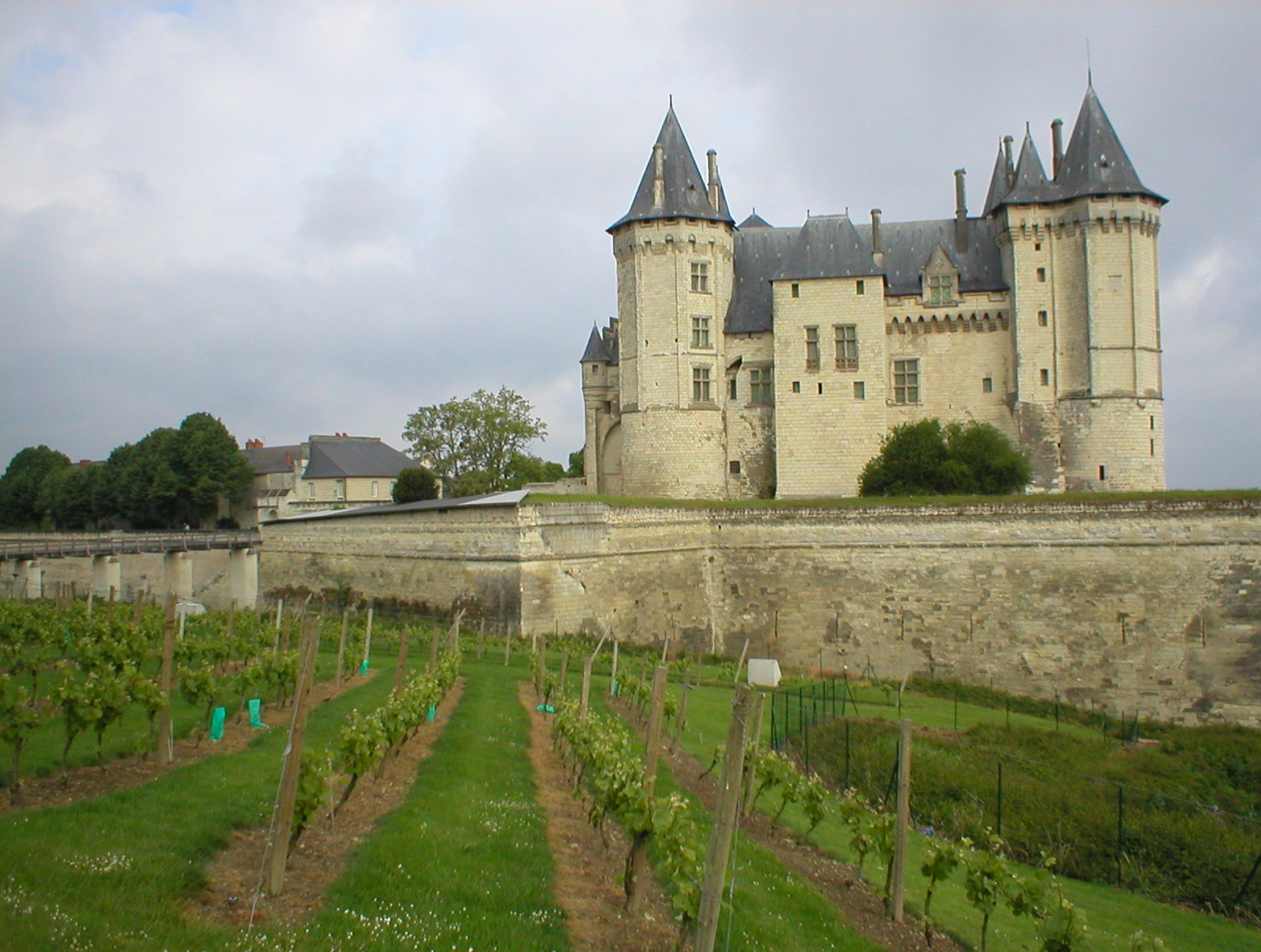
索米爾城堡

- Ministry of Culture database entry for Château de Saumur （页面存档备份，存于） （法文）
- Ministry of Culture database entry for Château de Beaulieu （页面存档备份，存于） （法文）
- Ministry of Culture photos （页面存档备份，存于）
- Photos of Château Château de Saumur and other Loire castles （页面存档备份，存于）
- http://perso.orange.fr/saumur-jadis/lieux/chateau.htm （页面存档备份，存于）

47°15′22″N 0°04′21″W / 47.25611°N 0.07250°W